# Korea Południowa na Igrzyskach Azjatyckich 2018
Korea Południowa na Igrzyskach Azjatyckich 2018 – jedna z reprezentacji uczestnicząca na igrzyskach azjatyckich rozegranych w Dżakarcie i Palembangu w dniach 18 sierpnia – 2 września. W kadrze znalazło się 807 zawodników w 39 dyscyplinach, którzy zdobyli razem 177 medali (49 złotych, 58 srebrnych i 70 brązowych). Podobnie jak na zimowych igrzyskach olimpijskich w Pjongczangu, wspólna reprezentacja Korei wystąpiła pod jedną flagą zjednoczenia. Koreę Południową reprezentowała koszykarka Lim Yung-hui.

## Medale
| Medal  | Zawodnik | Dyscyplina             | Konkurencja                                            | Data        |
| ------ | --- | ---------------------- | ------------------------------------------------------ | ----------- |
| złoto  | Kang Min-sung | Taekwondo              | Poomsae indywidualne (M)                               | 19 sierpnia |
| złoto  | Han Yeong-hun Kang Wan-jin Kim Seon-ho | Taekwondo              | Poomsae drużynowe (M)                                  | 19 sierpnia |
| złoto  | Gu Bong-il | Szermierka             | Szabla indywidualna (M)                                | 20 sierpnia |
| złoto  | Jeon Hee-sook | Szermierka             | Floret indywidualny (K)                                | 20 sierpnia |
| złoto  | Kim Tae-hun | Taekwondo              | –58 kg (M)                                             | 20 sierpnia |
| złoto  | Kang Young-mi | Szermierka             | Szpada indywidualna (K)                                | 21 sierpnia |
| złoto  | Lee Da-bin | Taekwondo              | +67 kg (K)                                             | 21 sierpnia |
| złoto  | Ryu Han-su | Zapasy                 | 67 kg w stylu klasycznym (M)                           | 21 sierpnia |
| złoto  | Na Ah-reum | Kolarstwo szosowe      | Wyścig ze startu wspólnego (K)                         | 22 sierpnia |
| złoto  | Choi Soo-yeon Hwang Seon-a Kim Ji-yeon Yoon Ji-su | Szermierka             | Szabla drużynowy (K)                                   | 22 sierpnia |
| złoto  | Cho Hyo-chul | Zapasy                 | 97 kg w stylu klasycznym (M)                           | 22 sierpnia |
| złoto  | Kim Han-sol | Gimnastyka sportowa    | Ćwiczenia wolne (M)                                    | 23 sierpnia |
| złoto  | Yeo Seo-jeong | Gimnastyka sportowa    | Skoki (K)                                              | 23 sierpnia |
| złoto  | Shin Hyun-woo | Strzelectwo            | Trap podwójny (M)                                      | 23 sierpnia |
| złoto  | Gu Bong-il Kim Jun-ho Kim Jung-hwan Oh Sang-uk | Szermierka             | Szabla drużynowa (M)                                   | 23 sierpnia |
| złoto  | Lee Dae-hoon | Taekwondo              | –58 kg (M)                                             | 23 sierpnia |
| złoto  | Baek-Seung-ja Han Byul Kim Hyun-mi Lee Na-young Lee Yeon-ji Ryu Seo-yeon | Bowling                | Drużyny sześcioosobowe (K)                             | 24 sierpnia |
| złoto  | Na Ah-reum | Kolarstwo szosowe      | Jazda indywidualna na czas (K)                         | 24 sierpnia |
| złoto  | Kim Seo-yeong | Pływanie               | 200 m stylem zmiennym (K)                              | 24 sierpnia |
| złoto  | Choi Young-jeon | Strzelectwo            | Karabin standardowy z 300 m (M)                        | 24 sierpnia |
| złoto  | Jeong You-jin | Strzelectwo            | Ruchoma tarcza z 10 m (M)                              | 24 sierpnia |
| złoto  | Ha Tae-gyu Heo Jun Lee Kwang-hyun Son Young-ki | Szermierka             | Floret drużynowy (M)                                   | 24 sierpnia |
| złoto  | Park Hyun-su | Wioślarstwo            | Jedynka podwójna wagi lekkiej (M)                      | 24 sierpnia |
| złoto  | Choi Bok-eum Hong Hae-sol Kang Hee-won Kim Jong-wook Koo Seong-hoi Park Jong-woo | Bowling                | Drużyny sześcioosobowe (M)                             | 25 sierpnia |
| złoto  | Sung Ki-ra | Jujutsu                | Ne-waza –62 kg (K)                                     | 25 sierpnia |
| złoto  | Jung Hye-lim | Lekkoatletyka          | Bieg na 100 m przez płotki (K)                         | 26 sierpnia |
| złoto  | Chon Jong-won | Wspinaczka sportowa    | Wspinaczka łączona (M)                                 | 26 sierpnia |
| złoto  | Chang Hye-jin Kang Chae-young Lee Eun-gyeong | Łucznictwo             | Drużynowy łuk klasyczny (K)                            | 27 sierpnia |
| złoto  | Kim Hyun-ji Kim You-ri Lee Ju-mi Na Ah-reum | Kolarstwo torowe       | Wyścig drużynowy na dochodzenie (K)                    | 28 sierpnia |
| złoto  | Kim Woo-jin | Łucznictwo             | Łuk klasyczny (M)                                      | 28 sierpnia |
| złoto  | Choi Yong-hee Hong Sung-ho Kim Jong-ho | Łucznictwo             | Drużynowy łuk bloczkowy (M)                            | 28 sierpnia |
| złoto  | Choi Bo-min So Chae-won Song Yun Soo | Łucznictwo             | Drużynowy łuk bloczkowy (K)                            | 28 sierpnia |
| złoto  | An Baul | Judo                   | –66 kg (M)                                             | 29 sierpnia |
| złoto  | Jeong Bok-yeong | Judo                   | –48 kg (K)                                             | 29 sierpnia |
| złoto  | Park Sang-hoon | Kolarstwo torowe       | Wyścig indywidualny na dochodzenie na 4000 m (M)       | 29 sierpnia |
| złoto  | Baek Jin-hee Jang Woo-young Lee Da-gyeom | Paralotniarstwo        | Drużynowe zawody przelotowe (K)                        | 29 sierpnia |
| złoto  | Kim Jin-woong | Soft tenis             | Gra pojedyncza (M)                                     | 29 sierpnia |
| złoto  | Lee Ju-mi | Kolarstwo torowe       | Wyścig indywidualny na dochodzenie na 3000 m (K)       | 30 sierpnia |
| złoto  | Choi Su-min Gim Bo-eun Han Mi-seul Jung Ji-hae Jung Yu-ra Kim Eun-hye Kim On-a Kim Seon-hwa Lee Hyo-jin Park Mi-ra Park Sae-young Shin Eun-joo Song Hai-rim Song Ji-eun Yoo Hyun-ji Yu So-jeong | Piłka ręczna           | Turniej kobiet (K)                                     | 30 sierpnia |
| złoto  | Gwak Dong-han | Judo                   | –90 kg (M)                                             | 31 sierpnia |
| złoto  | Kim Sung-min | Judo                   | +100 kg (M)                                            | 31 sierpnia |
| złoto  | An Seon-jin Kim You-ri | Kolarstwo torowe       | Madison (K)                                            | 31 sierpnia |
| złoto  | Ha Jee-min | Żeglarstwo             | Laser Standard (M)                                     | 31 sierpnia |
| złoto  | An Chi-hong Choi Chun-gyeon Choi Won-tae Ham Deok-ju Hwang Jae-gyun Im Chan-kyu Im Gi-yeong Jang Pill-joon Jung Woo-ram Kim Ha-seong Kim Hyun-soo Kim Jae-hwan Lee Jae-won Lee Jung-hoo Lee Yong-chan Oh Ji-hwan Park Byung-ho Park Chi-guk Park Hae-min Park Jong-hun Park Min-woo Son Ah-seop Yang Eui-ji Yang Hyeon-jong | Baseball               | Turniej mężczyzn (M)                                   | 1 września  |
| złoto  | Oh Yeon-ji | Boks                   | Waga lekka 60 kg (K)                                   | 1 września  |
| złoto  | Cho Gwang-hee | Kajakarstwo klasyczne  | K1 200 m (M)                                           | 1 września  |
| złoto  | Jun Woong-tae | Pięciobój nowoczesny   | Zawody indywidualne (M)                                | 1 września  |
| złoto  | Cho Yu-min Hwang Hee-chan Hwang Hyun-soo Hwang In-beom Hwang Ui-jo Jang Yun-ho Jeong Tae-wook Jo Hyeon-woo Kim Geon-ung Kim Jin-ya Kim Jung-min Kim Min-jae Kim Moon-hwan Lee Jin-hyun Lee Seung-mo Lee Seung-woo Lee Si-young Na Sang-ho Son Heung-min Song Bum-keun                                                       | Piłka nożna            | Turniej mężczyzn (M)                                   | 1 września  |
| złoto  | Jeon Jee-heon Kim Beom-jun Kim Dong-hoon Kim Jin-woong Kim Ki-sung | Soft tenis             | Zawody drużynowe (M)                                   | 1 września  |
| srebro | Kim Min-jung Lee Dae-myung | Strzelectwo            | Mieszany pistolet pneumatyczny z 10 m                  | 19 sierpnia |
| srebro | Choi Dong-ah Gwak Yeo-won Park Jae-eun | Taekwondo              | Poomsae drużynowe (K)                                  | 19 sierpnia |
| srebro | Park Sang-young | Szermierka             | Szpada indywidualna (M)                                | 19 sierpnia |
| srebro | Kim Chun-pil Kim Hyeok Kim Kyun-sub Nam Dong-heon | Jeździectwo            | Ujeżdżenie drużynowe                                   | 20 sierpnia |
| srebro | Jung Eun-hea | Strzelectwo            | Karabin pneumatyczny z 10 m (K)                        | 20 sierpnia |
| srebro | Kang Gee-eun | Strzelectwo            | Trap (K)                                               | 20 sierpnia |
| srebro | Oh Sang-uk | Szermierka             | Szabla indywidualna (M)                                | 20 sierpnia |
| srebro | Ha Min-ah | Taekwondo              | –53 kg (K)                                             | 20 sierpnia |
| srebro | Kim Jan-di | Taekwondo              | –67 kg (K)                                             | 20 sierpnia |
| srebro | Kim Seo-yeong | Pływanie               | 400 m stylem zmiennym (K)                              | 21 sierpnia |
| srebro | Lee Ah-reum | Taekwondo              | –57 kg (K)                                             | 21 sierpnia |
| srebro | Cho Seung-jae | Wushu                  | Daoshu i Gunshu (M)                                    | 21 sierpnia |
| srebro | Kim Jin-oh Lee Chang-min Lee Chul-soo Lee Seong-min Lim Moon-seob | Paralotniarstwo        | Drużynowe zawody precyzyjne (M)                        | 22 sierpnia |
| srebro | Bae Han-oul Choi Ji-na Jeon Gyu-mi Jung Ju-seung Kim Dong-hee Kim Hee-jin Kim I-seul Kim Ji-eun Kim Ji-young Lee Min-ju Park Seon-ju Yu Seong-hee | Sepak takraw           | Regu drużynowe (K)                                     | 22 sierpnia |
| srebro | Lee Hwa-jun | Taekwondo              | –80 kg (M)                                             | 22 sierpnia |
| srebro | Lee Da-gyeom | Paralotniarstwo        | Indywidualne zawody precyzyjne (K)                     | 23 sierpnia |
| srebro | Kim Woo-jae | Podnoszenie ciężarów   | 77 kg (M)                                              | 23 sierpnia |
| srebro | Kim Dong-yong | Wioślarstwo            | Jedynka podwójna (M)                                   | 23 sierpnia |
| srebro | Jeon Seo-yeong Kim Seo-hee | Wioślarstwo            | Dwójka (K)                                             | 23 sierpnia |
| srebro | Kim Seul-gi Kim Ye-ji | Wioślarstwo            | Dwójka podwójna (K)                                    | 23 sierpnia |
| srebro | Kim Han-sol | Gimnastyka sportowa    | Skoki (M)                                              | 24 sierpnia |
| srebro | Eom Tae-deok Hong Dong-ju Jo Jae-pil Kim Dong-gyu Kim Gyung-tae Kim Seong-ryeol Ko Young-chang Lee Dong-geon Lee Jang-kun Ok Yong-joo Park Chan-sik Park Hyun-il | Kabaddi                | Turniej mężczyzn (M)                                   | 24 sierpnia |
| srebro | Jang Yeon-hak | Podnoszenie ciężarów   | 85 kg (M)                                              | 24 sierpnia |
| srebro | Kim Min-jung | Strzelectwo            | Pistolet pneumatyczny z 10 m (K)                       | 24 sierpnia |
| srebro | Choi In-jeong Kang Young-mi Lee Hye-in Shin A-lam | Szermierka             | Szpada drużynowa (K)                                   | 24 sierpnia |
| srebro | Kim Byung-hoon Lee Min-hyuk | Wioślarstwo            | Dwójka podwójna wagi lekkiej (M)                       | 24 sierpnia |
| srebro | Oh Seung-taek | Golf                   | Zawody indywidualne (M)                                | 26 sierpnia |
| srebro | Jeong Yun-ji Lim Hee-jeong Ryu Hae-ran | Golf                   | Zawody drużynowe (K)                                   | 26 sierpnia |
| srebro | An Young-jun Kim Nak-hyeon Park In-tae Yang Hong-seok | Koszykówka 3×3         | Turniej mężczyzn (M)                                   | 26 sierpnia |
| srebro | Sa Sol | Wspinaczka sportowa    | Wspinaczka łączona (K)                                 | 26 sierpnia |
| srebro | Park Jong-woo | Bowling                | Masters (M)                                            | 27 sierpnia |
| srebro | Lee Yeon-ji | Bowling                | Masters (K)                                            | 27 sierpnia |
| srebro | Woo Sang-hyeok | Lekkoatletyka          | Skok wzwyż (M)                                         | 27 sierpnia |
| srebro | Kim Woo-jin Lee Woo-seok Oh Jin-hyek | Łucznictwo             | Drużynowy łuk klasyczny (M)                            | 27 sierpnia |
| srebro | Kim Jong-ho So Chae-won | Łucznictwo             | Mieszany łuk bloczkowy                                 | 27 sierpnia |
| srebro | Son Young-hee | Podnoszenie ciężarów   | +75 kg (K)                                             | 27 sierpnia |
| srebro | Lee Hye-jin | Kolarstwo torowe       | Keirin (K)                                             | 28 sierpnia |
| srebro | Lee Woo-seok | Łucznictwo             | Łuk klasyczny (M)                                      | 28 sierpnia |
| srebro | Kim Yeong-nam Woo Ha-ram | Skoki do wody          | Skoki synchroniczne z trampoliny trzymetrowej (M)      | 28 sierpnia |
| srebro | Jang Woo-jin Jeoung Young-sik Kim Dong-hyun Lee Sang-su Lim Jong-hoon | Tenis stołowy          | Turniej mężczyzn (M)                                   | 28 sierpnia |
| srebro | Park Da-sol | Judo                   | –52 kg (K)                                             | 29 sierpnia |
| srebro | Kim Yeong-nam Woo Ha-ram | Skoki do wody          | Skoki synchroniczne z platformy dziesięciometrowej (M) | 29 sierpnia |
| srebro | An Chang-rim | Judo                   | –73 kg (M)                                             | 30 sierpnia |
| srebro | Kim Seong-yeon | Judo                   | –70 kg (K)                                             | 30 sierpnia |
| srebro | Cho Gwang-hee Cho Jeong-hyun Choi Min-kyu Kim Ji-won | Kajakarstwo klasyczne  | K4 500 m (M)                                           | 30 sierpnia |
| srebro | Kim Ki-sung Mun Hye-gyeong | Soft tenis             | Gra mieszana                                           | 30 sierpnia |
| srebro | Cho Gu-ham | Judo                   | –100 kg (M)                                            | 31 sierpnia |
| srebro | Park Yu-jin | Judo                   | –78 kg (K)                                             | 31 sierpnia |
| srebro | Kim Min-jeong | Judo                   | +78 kg (K)                                             | 31 sierpnia |
| srebro | Kim Ok-cheol Park Sang-hoon | Kolarstwo torowe       | Madison (M)                                            | 31 sierpnia |
| srebro | Lee Hye-jin | Kolarstwo torowe       | Sprint (K)                                             | 31 sierpnia |
| srebro | Kim Se-hee | Pięciobój nowoczesny   | Zawody indywidualne (K)                                | 31 sierpnia |
| srebro | Choi Gwang-ho | Wrotkarstwo            | Wyścig na 20 km (M)                                    | 31 sierpnia |
| srebro | Chae Bon-jin Kim Dong-wook | Żeglarstwo             | 49er (M)                                               | 31 sierpnia |
| srebro | Lee Ji-hun | Pięciobój nowoczesny   | Zawody indywidualne (M)                                | 1 września  |
| srebro | Bu Yong-chan Choi Min-ho Han Sun-soo Jeon Kwang-in Jeong Min-su Jung Ji-seok Kim Jae-hwi Kim Kyu-min Kwak Seung-suk Lee Ming-yu Moon Sung-min Na Gyeong-bok Seo Jae-duck Song Myung-geun | Piłka siatkowa         | Turniej mężczyzn (M)                                   | 1 września  |
| srebro | Baek Seol Kim Ji-yeon Kim Young-hai Mun Hye-gyeong Yoo Ye-seul | Soft tenis             | Zawody drużynowe (K)                                   | 1 września  |
| srebro | Heo Min-ho Jang Yun-jung Kim Ji-hwan Park Ye-jin | Triathlon              | Zawody mieszane                                        | 2 września  |
| brąz   | Lee Ju-ho | Pływanie               | 100 m stylem grzbietowym (M)                           | 19 sierpnia |
| brąz   | Jung Jin-sun | Szermierka             | Szpada indywidualna (M)                                | 19 sierpnia |
| brąz   | Kim Ji-yeon | Szermierka             | Szabla indywidualna (K)                                | 19 sierpnia |
| brąz   | Yun Ji-hye | Taekwondo              | Poomsae indywidualne (K)                               | 19 sierpnia |
| brąz   | Gong Byung-min | Zapasy                 | 74 kg w stylu dowolnym (M)                             | 19 sierpnia |
| brąz   | Kim Jae-gang | Zapasy                 | 97 kg w stylu dowolnym (M)                             | 19 sierpnia |
| brąz   | Kang Ji-seok | Pływanie               | 50 m stylem grzbietowym (M)                            | 20 sierpnia |
| brąz   | Ahn Dae-myeong | Strzelectwo            | Trap (M)                                               | 20 sierpnia |
| brąz   | Nam Koung-jin | Zapasy                 | 125 kg w stylu dowolnym (M)                            | 20 sierpnia |
| brąz   | Kim Hyeong-ju | Zapasy                 | 50 kg w stylu dowolnym (K)                             | 20 sierpnia |
| brąz   | An Se-hyeon | Pływanie               | 100 m stylem motylkowym (K)                            | 21 sierpnia |
| brąz   | Son Young-ki | Szermierka             | Floret indywidualny (M)                                | 21 sierpnia |
| brąz   | Choi In-jeong | Szermierka             | Szpada indywidualna (K)                                | 21 sierpnia |
| brąz   | Lee Yong-mun | Wushu                  | Nanquan i Nangun (M)                                   | 21 sierpnia |
| brąz   | Kim Han-sol Lee Hyeok-jung Lee Jae-seong Lee Jun-ho Park Min-soo | Gimnastyka sportowa    | Zawody drużynowe (M)                                   | 22 sierpnia |
| brąz   | Baek Jin-hee Jang Woo-young Lee Da-gyeom | Paralotniarstwo        | Drużynowe zawody precyzyjne (K)                        | 22 sierpnia |
| brąz   | An Se-hyeon Kang Ji-seok Kim Jae-youn Kim Min-ju Lee Ju-ho Moon Jae-kwon Park Ye-rin | Pływanie               | Sztafeta mieszana 4 x 100 m stylem zmiennym            | 22 sierpnia |
| brąz   | Kim Min-jung | Strzelectwo            | Pistolet z 25 m (K)                                    | 22 sierpnia |
| brąz   | Jung Jin-sun Kweon Young-jun Park Kyoung-doo Park Sang-young | Szermierka             | Szpada drużynowa (M)                                   | 22 sierpnia |
| brąz   | Cho Gang-min | Taekwondo              | –63 kg (M)                                             | 22 sierpnia |
| brąz   | Ham Gwan-sik | Wushu                  | Sanda –70 kg (M)                                       | 22 sierpnia |
| brąz   | Kim Hyeon-woo | Zapasy                 | 77 kg w stylu klasycznym (M)                           | 22 sierpnia |
| brąz   | Kim Min-seok | Zapasy                 | 130 kg w stylu klasycznym (M)                          | 22 sierpnia |
| brąz   | Kim Hyeok | Jeździectwo            | Ujeżdżenie indywidualne                                | 23 sierpnia |
| brąz   | Lee Chul-soo | Paralotniarstwo        | Indywidualne zawody precyzyjne (M)                     | 23 sierpnia |
| brąz   | Chae Song-oh Hong Seo-in Jeon Hee-sook Nam Hyunhee | Szermierka             | Floret drużynowy (K)                                   | 23 sierpnia |
| brąz   | Choi Yu-ri Ji Yoo-jin Jung Hye-ri Ku Bo-yeun | Wioślarstwo            | Czwórka podwójna wagi lekkiej (K)                      | 23 sierpnia |
| brąz   | Lee Wong-yu | Strzelectwo            | Karabin standardowy z 300 m (M)                        | 24 sierpnia |
| brąz   | Lee Duck-hee | Tenis ziemny           | Gra pojedyncza (M)                                     | 24 sierpnia |
| brąz   | Hwang Myeng-se | Jujutsu                | Ne-waza –94 kg (M)                                     | 25 sierpnia |
| brąz   | Park Hee-jun | Karate                 | Kata (M)                                               | 25 sierpnia |
| brąz   | Mun Yu-ra | Podnoszenie ciężarów   | 69 kg (K)                                              | 25 sierpnia |
| brąz   | Kim Jun-hong | Strzelectwo            | Pistolet szybkostrzelny z 25 m (M)                     | 25 sierpnia |
| brąz   | Choi Ho-young Jang Seung-bo Kim Dong-min Oh Seung-taek | Golf                   | Zawody drużynowe (M)                                   | 26 sierpnia |
| brąz   | Mun Min-hee | Podnoszenie ciężarów   | 75 kg (K)                                              | 26 sierpnia |
| brąz   | Kim Min-ji | Strzelectwo            | Skeet (K)                                              | 26 sierpnia |
| brąz   | Kim Ja-in | Wspinaczka sportowa    | Wspinaczka łączona (K)                                 | 26 sierpnia |
| brąz   | Koo Seong-hoi | Bowling                | Masters (M)                                            | 27 sierpnia |
| brąz   | Lee Na-young | Bowling                | Masters (K)                                            | 27 sierpnia |
| brąz   | Kim Chae-woon Kim Joo-won Lim Se-eun Seo-Go-eun | Gimnastyka artystyczna | Wielobój drużynowy (K)                                 | 27 sierpnia |
| brąz   | Kim Wong-yeong Lee Hye-jin | Kolarstwo torowe       | Sprint drużynowy (K)                                   | 27 sierpnia |
| brąz   | Jeong Won-deok Kim Young-man Lee Jun-ho Lim Tae-gyun Shim Jae-chul | Sepak takraw           | Regu (M)                                               | 27 sierpnia |
| brąz   | Gim Gyeong-ae | Lekkoatletyka          | Rzut oszczepem (K)                                     | 28 sierpnia |
| brąz   | Lim Eun-ji | Lekkoatletyka          | Skok o tyczce (K)                                      | 28 sierpnia |
| brąz   | Kang Chae-young | Łucznictwo             | Łuk klasyczny (K)                                      | 28 sierpnia |
| brąz   | Choi Hyo-joo Jeon Ji-hee Kim Ji-ho Suh Hyo-won Yang Ha-eun | Tenis stołowy          | Zawody drużynowe (K)                                   | 28 sierpnia |
| brąz   | Lee Ha-rim | Judo                   | –60 kg (M)                                             | 29 sierpnia |
| brąz   | Kim You-ri | Kolarstwo torowe       | Omnium (K)                                             | 29 sierpnia |
| brąz   | Eun Ju-won | Skateboarding          | Street (M)                                             | 29 sierpnia |
| brąz   | Kim Dong-hoon | Soft tenis             | Gra pojedyncza (M)                                     | 29 sierpnia |
| brąz   | Han Hee-ju | Judo                   | –63 kg (K)                                             | 30 sierpnia |
| brąz   | Lee Sun-ja | Kajakarstwo klasyczne  | K1 500 m (K)                                           | 30 sierpnia |
| brąz   | Im Chae-bin | Kolarstwo torowe       | Sprint (M)                                             | 30 sierpnia |
| brąz   | Joo Hyun-myeong | Lekkoatletyka          | Chód na 50 km (M)                                      | 30 sierpnia |
| brąz   | Woo Ha-ram | Skoki do wody          | Skoki z trampoliny jednometrowej (M)                   | 30 sierpnia |
| brąz   | Kim Beom-jun Kim Ji-yeon | Soft tenis             | Gra mieszana                                           | 30 sierpnia |
| brąz   | Cho Sun-young | Kolarstwo torowe       | Sprint (K)                                             | 31 sierpnia |
| brąz   | Kim Sun-woo | Pięciobój nowoczesny   | Zawody indywidualne (K)                                | 31 sierpnia |
| brąz   | Cho So-hyun Choe Yu-ri Han Chae-rin Hong Hye-ji Jang Chang Jang Sel-gi Jeon Ga-eul Ji So-yun Jung Bo-ram Kim Hye-ri Lee Eun-mi Lee Geum-min Lee Hyun-young Lee Min-a Lim Seon-joo Moon Mi-ra Shim Seo-yeon Shin Da-myeong Son Hwa-yeon Yoon Young-geul                                                                      | Piłka nożna            | Turniej kobiet (K)                                     | 31 sierpnia |
| brąz   | Choi Beom-mun Hwang So-yeop Jang Dong-hyun Jeong Jae-wan Jeong Yi-kyeong Jo Tae-hun Jung Su-young Kim Dong-cheol Ku Chang-eun Lee Chang-woo Lee Dong-myung Lee Hyeon-sik Na Seung-do Park Jung-geu Sim Jae-bok Yoon Ci-yeoel                                                                                                | Piłka ręczna           | Turniej mężczyzn (M)                                   | 31 sierpnia |
| brąz   | Kim Su-ji | Skoki do wody          | Skoki z trampoliny jednometrowej (K)                   | 31 sierpnia |
| brąz   | Son Geun-seong | Wrotkarstwo            | Wyścig na 20 km (M)                                    | 31 sierpnia |
| brąz   | Lee Tae-hoon | Żeglarstwo             | RS:X (M)                                               | 31 sierpnia |
| brąz   | Ahn Joon-sung An Chang-rim Cho Gu-ham Gwak Dong-han Han Mi-jin Jeong Hye-jin Kim Jan-di Kim Min-jeong Kim Seong-yeon Kim Sung-min Kwon You-jeong Lee Jae-yong | Judo                   | Zawody drużynowe                                       | 1 września  |
| brąz   | Choi Jun-yong Heo Hoon Heo Il-young Heo Ung Jeon Jun-beom Kang Sang-jae Kim Jun-yl Kim Sun-hyung Lee Jung-hyun Lee Seoung-hyun Park Chan-hee Ricardo Preston Ratliffe | Koszykówka             | Turniej mężczyzn (M)                                   | 1 września  |
| brąz   | Hwang Min-kyoung Jung Ho-young Kang So-hwi Kim Su-ji Kim Yeon-koung Lee Da-yeong Lee Hyo-hee Lee Jae-yeong Lee Ju-ah Na Hyun-jung Park Eun-jin Park Jeong-ah Yang Hyo-jin Yim Myung-ok | Piłka siatkowa         | Turniej kobiet (K)                                     | 1 września  |
| brąz   | Chang Yong-heung Han Kun-kyu Hwan In-jo Jang Jeong-min Jang Seong-min Kim Gwong-min Kim Jeong-min Kim Jin-hyeok Kim Hyun-soo Kim Nam-uk Kim Sung-soo Lee Jae-bok | Rugby 7                | Turniej mężczyzn (M)                                   | 1 września  |
| brąz   | Woo Ha-ram | Skoki do wody          | Skoki z platformy dziesięciometrowej (M)               | 1 września  |
| brąz   | Lee Sang-su | Tenis stołowy          | Gra pojedyncza (M)                                     | 1 września  |
| brąz   | Jeon Ji-hee | Tenis stołowy          | Gra pojedyncza (K)                                     | 1 września  |

| Medale według dni | Medale według dni | Medale według dni | Medale według dni | Medale według dni | Medale według dni |
| Dzień             | Data              | złoto             | srebro            | brąz              | Razem             |
| ----------------- | ----------------- | ----------------- | ----------------- | ----------------- | ----------------- |
| 1                 | 19 sierpnia       | 2                 | 3                 | 6                 | 11                |
| 2                 | 20 sierpnia       | 3                 | 6                 | 4                 | 13                |
| 3                 | 21 sierpnia       | 3                 | 3                 | 4                 | 10                |
| 4                 | 22 sierpnia       | 3                 | 3                 | 9                 | 15                |
| 5                 | 23 sierpnia       | 5                 | 5                 | 4                 | 14                |
| 6                 | 24 sierpnia       | 7                 | 6                 | 2                 | 15                |
| 7                 | 25 sierpnia       | 2                 | 0                 | 4                 | 6                 |
| 8                 | 26 sierpnia       | 2                 | 4                 | 4                 | 10                |
| 9                 | 27 sierpnia       | 1                 | 6                 | 5                 | 12                |
| 10                | 28 sierpnia       | 4                 | 4                 | 4                 | 12                |
| 11                | 29 sierpnia       | 5                 | 2                 | 4                 | 11                |
| 12                | 30 sierpnia       | 2                 | 4                 | 6                 | 12                |
| 13                | 31 sierpnia       | 4                 | 8                 | 7                 | 19                |
| 14                | 1 września        | 6                 | 3                 | 7                 | 16                |
| 15                | 2 września        | 0                 | 1                 | 0                 | 1                 |
| Razem             | Razem             | 49                | 58                | 70                | 177               |

| Medale według dyscyplin | Medale według dyscyplin | Medale według dyscyplin | Medale według dyscyplin | Medale według dyscyplin | Medale według dyscyplin |
| Dyscyplina              | złoto                   | srebro                  | brąz                    | Razem                   |                         |
| ----------------------- | ----------------------- | ----------------------- | ----------------------- | ----------------------- | ----------------------- |
| Baseball                | 1                       | 0                       | 0                       | 1                       |                         |
| Boks                    | 1                       | 0                       | 0                       | 1                       |                         |
| Bowling                 | 2                       | 2                       | 2                       | 6                       |                         |
| Gimnastyka artystyczna  | 0                       | 0                       | 1                       | 1                       |                         |
| Gimnastyka sportowa     | 2                       | 1                       | 1                       | 4                       |                         |
| Golf                    | 0                       | 2                       | 1                       | 3                       |                         |
| Jeździectwo             | 0                       | 1                       | 1                       | 2                       |                         |
| Judo                    | 4                       | 6                       | 3                       | 13                      |                         |
| Jujutsu                 | 1                       | 0                       | 1                       | 2                       |                         |
| Kabaddi                 | 0                       | 1                       | 0                       | 1                       |                         |
| Kajakarstwo klasyczne   | 1                       | 1                       | 1                       | 3                       |                         |
| Karate                  | 0                       | 0                       | 1                       | 1                       |                         |
| Kolarstwo szosowe       | 2                       | 0                       | 0                       | 2                       |                         |
| Kolarstwo torowe        | 4                       | 3                       | 4                       | 11                      |                         |
| Koszykówka              | 0                       | 0                       | 1                       | 1                       |                         |
| Koszykówka 3×3          | 0                       | 1                       | 0                       | 1                       |                         |
| Lekkoatletyka           | 1                       | 1                       | 3                       | 5                       |                         |
| Łucznictwo              | 4                       | 3                       | 1                       | 8                       |                         |
| Paralotniarstwo         | 1                       | 2                       | 2                       | 5                       |                         |
| Pięciobój nowoczesny    | 1                       | 2                       | 1                       | 4                       |                         |
| Piłka nożna             | 1                       | 0                       | 1                       | 2                       |                         |
| Piłka ręczna            | 1                       | 0                       | 1                       | 2                       |                         |
| Piłka siatkowa          | 0                       | 1                       | 1                       | 2                       |                         |
| Pływanie                | 1                       | 1                       | 4                       | 6                       |                         |
| Podnoszenie ciężarów    | 0                       | 3                       | 2                       | 5                       |                         |
| Rugby 7                 | 0                       | 0                       | 1                       | 1                       |                         |
| Sepak takraw            | 0                       | 1                       | 1                       | 2                       |                         |
| Skateboarding           | 0                       | 0                       | 1                       | 1                       |                         |
| Skoki do wody           | 0                       | 2                       | 3                       | 5                       |                         |
| Soft tenis              | 2                       | 2                       | 2                       | 6                       |                         |
| Strzelectwo             | 3                       | 4                       | 5                       | 12                      |                         |
| Szermierka              | 6                       | 3                       | 6                       | 15                      |                         |
| Taekwondo               | 5                       | 5                       | 2                       | 12                      |                         |
| Tenis stołowy           | 0                       | 1                       | 3                       | 4                       |                         |
| Tenis ziemny            | 0                       | 0                       | 1                       | 1                       |                         |
| Triathlon               | 0                       | 1                       | 0                       | 1                       |                         |
| Wioślarstwo             | 1                       | 4                       | 1                       | 6                       |                         |
| Wrotkarstwo             | 0                       | 1                       | 1                       | 2                       |                         |
| Wspinaczka sportowa     | 1                       | 1                       | 1                       | 3                       |                         |
| Wushu                   | 0                       | 1                       | 2                       | 3                       |                         |
| Zapasy                  | 2                       | 0                       | 6                       | 8                       |                         |
| Żeglarstwo              | 1                       | 1                       | 1                       | 3                       |                         |
| Razem                   | 49                      | 58                      | 70                      | 177                     |                         |

| Medale według płci   | Medale według płci | Medale według płci | Medale według płci | Medale według płci | Medale według płci |
| Płeć                 | złoto              | srebro             | brąz               | Razem              |                    |
| -------------------- | ------------------ | ------------------ | ------------------ | ------------------ | ------------------ |
| Mężczyźni            | 29                 | 28                 | 38                 | 95                 |                    |
| Kobiety              | 20                 | 25                 | 29                 | 74                 |                    |
| Konkurencje mieszane | 0                  | 5                  | 3                  | 8                  |                    |
| Razem                | 49                 | 58                 | 70                 | 177                |                    |